# Zeeuws Meisje (margarine)

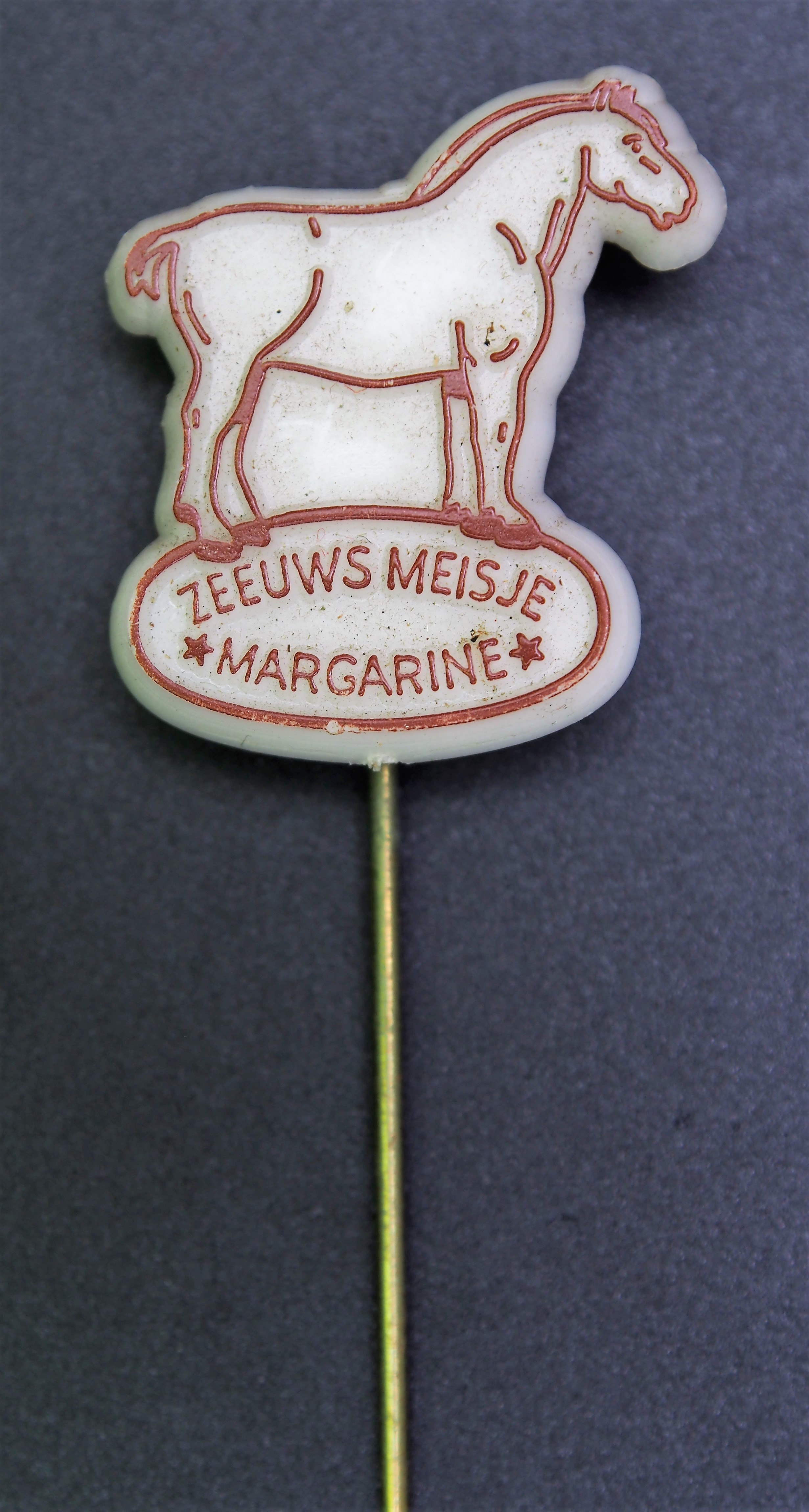
Speldje van Zeeuws Meisje-margarine

Zeeuws Meisje is een margarinemerk van Flora Food Group (voorheen Upfield). Het merk dateert uit 1894. Voor de overname in 2018 was het merk van Unilever. De mascotte die bij het merk hoorde was een jonge vrouw in Zeeuwse klederdracht.
Zeeuws Meisje stond bekend om de reclameleuzen "Ons ben zuunig" en "geen cent te veel". Een meisje in Zeeuwse klederdracht sprak deze gevleugelde woorden en stond daarmee symbool voor de spreekwoordelijke zuinige Zeeuwse volksaard. Het meisje was een landelijke tegenhanger van het stadse Blue Bandmeisje, dat was overgenomen van de Britse tak van Unilever.
Het merk genoot een grote bekendheid bij het Nederlandse publiek maar werd door datzelfde publiek op den duur niet meer gekocht. Het gevolg was dat Unilever in 2000 aankondigde het merk uit de handel te nemen. De voormalige commissaris van de Koningin van Zeeland Wim van Gelder (1992-2007) zei toen blij te zijn met het verdwijnen van het goedkope margarinemerk omdat het, naar zijn oordeel, een ongewenste associatie opriep van een goedkoop, tweederangs product met de provincie Zeeland. Unilever kwam later terug op het besluit Zeeuws Meisje uit de handel te nemen. Wel werd de productie verplaatst naar Hongarije en Polen. In 2018 is het overgenomen door Upfield, wat sinds 2024 Flora Food Group heet.